# Cosmism

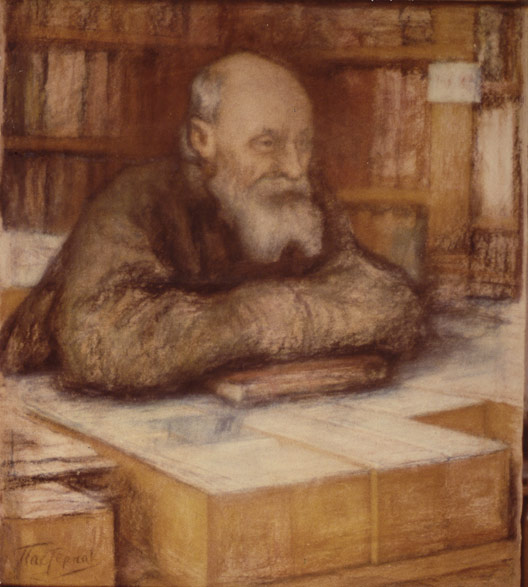
Nicolai Fiodorov

Cosmismul rusesc este o mișcare filozofică și culturală care a apărut în Rusia la începutul secolului al XX-lea. Aceasta a determinat o teorie largă a filozofiei naturale care combină elemente de religie și etică cu o istorie și o filozofie a originii, evoluției și existenței viitoare a cosmosului și a omenirii. Combină elemente din tradițiile filosofice orientale și occidentale precum și cele ale Bisericii Ortodoxe Ruse.
Cosmismul a fost una dintre influențele asupra proletcultului, iar după Revoluția din Octombrie termenul a ajuns să fie aplicat „poeziei unor autori precum Mihail Gerasimov și Vladimir Kirillov...: imnuri emoționale de mulțumire închinate muncii fizice, mașinilor și colectivului de lucrători industriali... toate organizate în jurul imaginii universale a „proletarului“ , cel care pășește mai departe de pământ pentru a cuceri planete și stele.“ Această formă de cosmism, împreună cu scrierile lui Nicolai Fiodorovici Fiodorov au avut o puternică influență asupra lui Andrei Platonov.

Numeroase dintre ideile cosmismului au fost dezvoltate mai târziu în teoria transumanistă. Victor Skumin susține că o cultură a sănătății va juca un rol important în crearea unei societăți spirituale umane în Sistemul Solar.

## Reprezentanți de frunte ai cosmismului
- Nicolai Fiodorovici Fiodorov
- Constantin Țiolkovski
- Vladimir Vernadski.